# Bom Jesus (Río Grande del Norte)
Bom Jesus es un municipio del estado del Rio Grande do Norte (Brasil), localizado en la microrregión del Agreste Potiguar. De acuerdo con el IBGE su población estimada en 2005 era de 9.492 habitantes. Área territorial de 122 km². El municipio fue emancipado de Senador Elói de Souza a través de la Ley nº 2.794, del 11 de mayo de 1962.
Limita con los municipios São Pedro (norte), Macaíba y Vera Cruz (este), Januário Cicco (sur) y Senador Elói de Souza (oeste).
La sede del municipio está a una altitud de 98 m encima del nivel del mar y la distancia por carretera hasta la capital es de 46 km.

## Economía
De acuerdo con datos del IPEA del año de 1996, el PIB era estimado en R$ 5,06 millones, siendo que 42,7% correspondía en las actividades basadas en la agricultura y en la ganadería, 0,3% a la industria y 56,9% al sector de servicios. El PIB per cápita era de R$ 602,85.
En 2002, conforme estimaciones del IBGE, el PIB había evolucionado para R$ 16,331 millones y el PIB per cápita para aproximadamente R$ 1.720,00.